# Chananja (Tannait)
Chananja (auch Chanina) war ein jüdischer Gelehrter (Tannait) im zweiten Jahrhundert in Babylon. Sein Vatersname ist nicht bekannt.

## Leben
Er war der Neffe (Bruders Sohn) und Zögling des Rabbi Jehoschua ben Chananja, wohnte in Babylonien in Nehar Peqod, wohin er nach dem Bar-Kochba-Aufstand geflüchtet war.
Er errichtete dort ein Lehrhaus und versuchte selbständig den Kalender zu interkalieren (was ein Privileg Palästinas war), die Diaspora von Palästina vollständig unabhängig machen sollte und beinahe eine Spaltung im Judentum seiner Zeit hervorgerufen hätte.
Abgesandten des neuen Synhedrions unter Simon ben Gamaliel II. gelang es, Chananja zu disziplinieren und die Oberhoheit Palästinas anzuerkennen und auf diese Weise die Einheit zu bewahren.